# 氣候宣言體育館
氣候宣言體育館（Climate Pledge Arena），舊名鑰匙球館（KeyArena），正式名稱為西雅圖中心氣候宣言體育館（Climate Pledge Arena at Seattle Center），是位於美國華盛頓州西雅圖的室內體育館，現為NHL西雅圖海怪和WNBA西雅圖風暴的主場館，並曾長期作為NBA西雅圖超音速（2009年遷至奧克拉荷馬市並改名為奧克拉荷馬城雷霆）的主場。

## 歷史
體育館於1960年動土興建，1962年4月11日啟用。1995年由鑰匙銀行獲得冠名權。2016年，西雅圖市長Ed Murray決定翻新鑰匙球館為可供NBA和NHL比賽的場館。2018年末，NHL批准第32支球隊加盟，翻新工程隨即在翌日動工。體育館被亞馬遜公司取得冠名權後，在2020年12月初正式改名為現名。

## 圖集

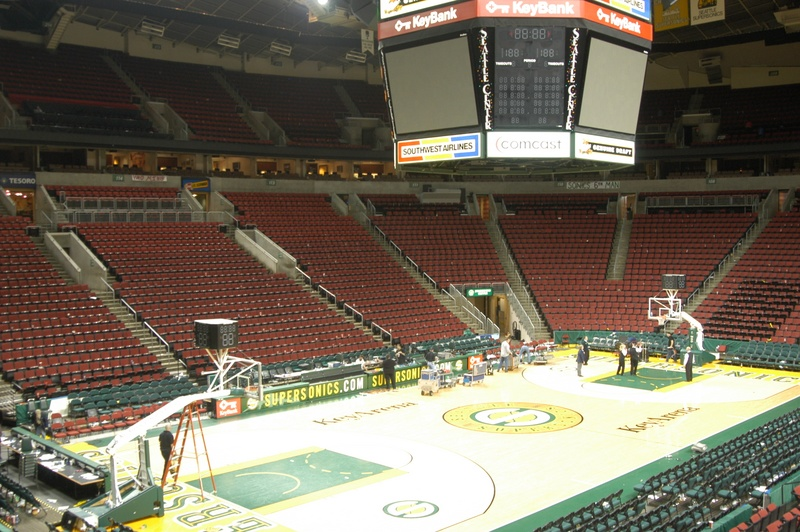
球館內部
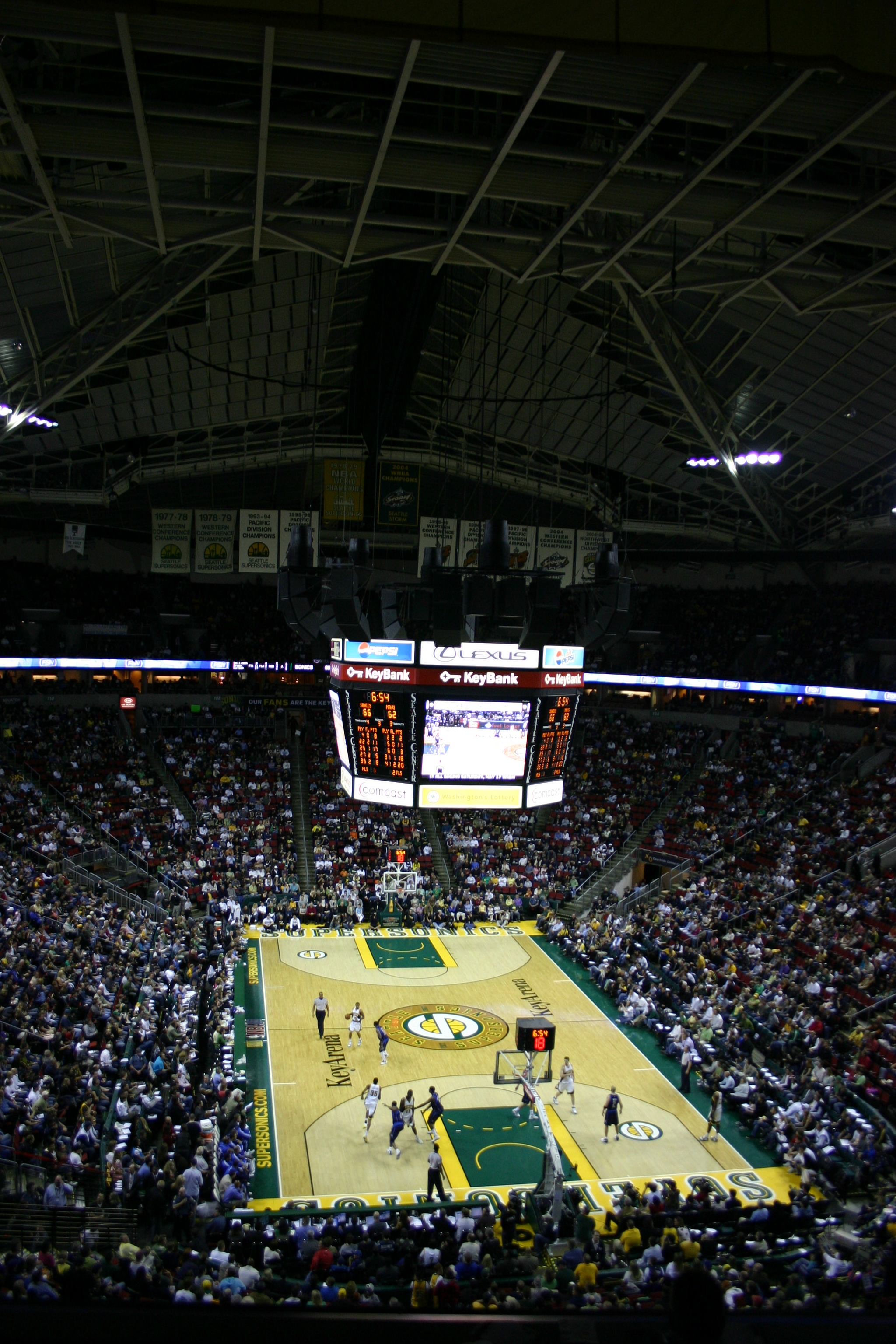
2008年4月13日，為超音速隊於鑰匙球館的最後一場比賽
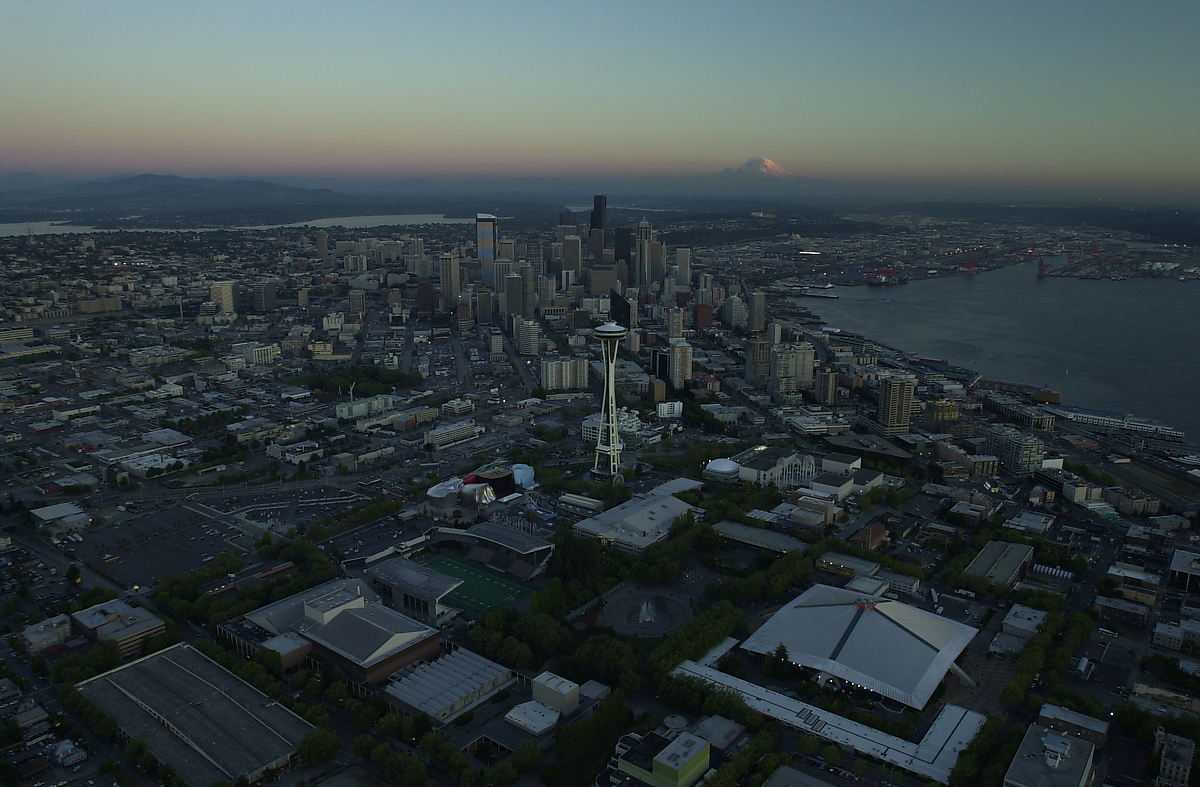
球館（右下角方型建築）與西雅圖市區空拍圖

## 外部連結
- 官方网站